# Лоуренс, Мэри Уэллс
Мэри Уэллс Лоуренс (англ. Mary Wells Lawrence, в девичестве Mary Georgene Berg, известная в профессиональном сообществе как Мэри Уэллс; 25 мая 1928, Янгстаун, Огайо — 11 мая 2024, Лондон) — американский предприниматель-рекламист, первая в истории США женщина — руководитель компании, котировавшейся на Нью-Йоркской фондовой бирже.
Профессиональную деятельность начала в 1952 — менеджером по рекламе в розничной сети Macy's. В 1953 году перешла в рекламное агентство McCann Erickson, затем в Lennen & Newell, в 1957—1965 — Doyle Dane Bernbach. В 1966 году стала соучредителем и первым лицом (CEO) агентства Wells Rich Greene (WRG). В середине 1960-х годов возглавила исключительно успешную рекламную кампанию авиалиний Braniff International Airways; одним из результатов, помимо роста прибыли Braniff и WRG, стал брак между Мэри Уэллс и руководителем Braniff Хардингом Лоренсом (1967). Брак привёл к необходимости разорвать контракт между Braniff и WRG, но к этому времени агентство уже набрало силу и других крупных заказчиков; в 1969 Мэри Уэллс стала самым высокооплачиваемым руководителем в рекламной индустрии США, одновременно оставаясь автором (копирайтером) рекламных текстов. В 1970-е годы WRG публично разместило акции на Нью-Йоркской фондовой бирже; в этот период, Мэри Уэллс была первой и единственной женщиной — руководителем публичной корпорации. Однако десять лет спустя компания сочла, что расходы на ведение биржевых дел неуместно высоки для неё и ушла с биржи, вновь став закрытым бизнесом.
Во время руководства Мэри Уэллс WRG произвело на свет немало рекламных слоганов, держащихся до сих пор в эфире и вошедших в устную американскую речь, в том числе знаменитый лозунг 1977 года I♥NY («Я люблю Нью-Йорк»), выполненный художником-графиком Милтоном Глейзером.
Умерла 11 мая 2024 года в Лондоне в возрасте 95 лет.